# 接收器 (计算机)
计算机科学中, 接收器（sink）、事件接收器或数据接收器指的是用于接收其他对象或方法传入事件的类。C++中的回调函数与Java和C#中允许事件直接触发函数的特性是接收器在面向对象程序设计语言中的实例。
由于接收器缺乏严格的定义，接收器与网关的概念常常被人们混淆。前者仅仅是一个对象、方法或组件接收事件或数据的接口，后者则是不同系统之间单、双向通信的端口。